# Grog
En grog er en alkoholisk drik. Oprindelig udviklet i den engelske flåde i form af rom med citronsaft, med det formål at forebygge skørbug vha. citronsaftens indhold af C-vitamin.
Senere er grog brugt som betegnelse for ret forskellige opskrifter, ofte blandet uden fast mål, som regel på basis af kun én type alkohol tilsat vand og en eller flere ikke alkoholiske frugtsafter. Den kan være smagt til med krydderier, f.eks. kanel eller muskatnød og sødet med sukker eller honning.

## Forskellige 'anerkendte' opskrifter
Royal Navys grog-opskrift indeholder citronsaft, vand, rom og kanel. En udbredt opskrift fra Caribien omfatter vand, lys rom, grapefrugtjuice, appelsinjuice, ananasjuice, kanel og honning.
| Mad og drikke | Spire Denne artikel om mad og drikke er en spire som bør udbygges. Du er velkommen til at hjælpe Wikipedia ved at udvide den. |